# Джоакино Росини
Джоакино Антонио Росини (на италиански: Gioachino Antonio Rossini) е италиански композитор, автор на повече от 30 опери, както и на църковна и камерна музика. Първите му опери са „Танкред“ („Tancredi“) и „Италианката в Алжир“ („Dell'arte L'italiana in Algeri“) (1813). Други негови известни опери са: „Севилският бръснар“, „Пепеляшка“, „Семирамида“, „Аленият войник“, „Крадливата сврака“.
Неговото творчество представлява един нов етап в развитието на италианската опера. Музикално-сценичните произведения на Росини са здравата основа, върху която по-късно италианското оперно творчество ще достигне до своя най-голям разцвет.

## Живот и творчество

### Произход и детство
Росини е роден на 29 февруари 1792 г. в Пезаро. Той произхожда от семейство на музиканти. Още от най-ранно детство проявява своя голям талант, но поради това, че родителите му са членове на пътуваща оперна трупа, детето не може да учи системно музика. Сериозните му музикални занимания започват на дванадесетата му година, когато семейството се преселва в Болоня. Тук Росини учи при падре Станислао Матеи (композитор и монах-францисканец), който успява така добре да подготви момчето, че след две години го приемат в музикалния лицей.

### Успехите
През 1810 г. Росини завършва лицея и написва първата си опера, „Брачната полица“, представена с голям успех във Венеция. След една година се утвърждава като талантлив композитор и през 1813 г., когато създава „Танкред“ и „Италианката в Алжир“, Росини вече става най-популярния оперен творец в страната си. За този период Стендал отбелязва: „В Италия живее човек, за когото се говори повече, отколкото за Наполеон. Това е един композитор, който още няма двадесет години.“
През 1815 г. Росини се връща в Болоня, където Доменико Барбая, импресарио на неаполитански театър, сключва с него договор, който прави композитора музикален директор на театрите „Сан Карло“ и „Дел Фондо“ в Неапол. Барбая изиграва извънредно голяма роля в кариерата на Росини. Той е пряко свързан със създаването на десет от неговите опери. Росини приема предложението, но запазва правото си да пише и за други оперни състави. Най-големите успехи на Росини са свързани с периода в театър „Сан Карло“. На следващата година в римския театър „Арджентина“ е поставена операта му „Севилският бръснар“. След това Росини създава цяла поредица оперни творби, като „Отело“ (1816), „Пепеляшка“ (1817), „Крадливата сврака“ (1817), „Мойсей в Египет“ (1818), „Мохамед Втори“ (1820) и много други. Стилът му е разпознаваем сред десетки други – бисерен, с ясна, лесно запомняща се мелодична линия, много напевен. Особено в оперните среди е известен като майстор на ансамблите с характерното „росиниево кресчендо“ – качествено натрупване на звуци от добавянето на все повече инструменти в оркестъра, които повтарят мелодията и гласове в солистичните партии. Майстор на белкантото и на бравурните арии.

### Между Виена, Лондон и Париж
До 1822 г. Росини живее в Италия. След това в продължение на две години посещава няколко европейски града, между които Виена и Лондон. В австрийската столица славата му е изключително голяма и съперничи на Лудвиг ван Бетховен. От 1824 г. се установява за постоянно в Париж и става директор на Италианския оперен театър. Преработва операта си „Мохамед Втори“, която поставя под името „Обсадата на Коринт“. След това прави втора редакция на „Мойсей“. През 1828 г. е поставена комичната му опера „Граф Ори“, а на следващата година написва и последната си музикално-сценична творба, „Вилхелм Тел“.
Той е само на тридесет и седем години, когато „замлъква“. Възможно е една от причините за „отказа от творчество“ на Росини да е стремителното развитие на романтизма в музикалното изкуство на Франция и Германия. Това художествено направление е чуждо на ясното и стройно светоусещане на Росини, наричащ себе си „последния от класиците“.

### Росини в кулинарията
Интересно е, че освен гениален композитор, Росини е бил изискан гурман и кулинар, наричайки висшата кулинария и прекрасната музика „две дървета от един корен“. Министри, посланици и аристократи мечтаели да попаднат на неговите разкошни приеми, където гостоприемният и остроумен домакин предлагал изискани блюда, съставени от самия него. Винарската изба на Росини била пълна с напитки: от бутилки с уникална мадейра до бяло вино от Йоханесбург, с което го снабдявал Метерних, и от марсала до портвайн от запасите на краля на Португалия, фанатичен поклонник на композитора.
Уви, гастрономическата невъздържаност на Росини води до естествен резултат: към края на живота си той страда от затлъстяване и болест на стомаха. Лекува се в немски и френски курорти и му е предписано постоянно да спазва най-строга диета. Запазилите се писма от тези курорти обаче са пълни с подробни описания на обеди, вечери и рецепти на дегустирани от него блюда и вина.
Съществуват много рецепти за ястия, наречени в чест на знаменития композитор.

### Последни години
До смъртта си, близо четиридесет години след „Вилхелм Тел“, Росини повече не написва нито една опера. Създава няколко църковни композиции, между които „Стабат Матер“ и поредица албуми с песни и инструментални пиеси – „Четири закуски и четири десерта за пиано“, „Албум за възрастни деца“, „Няколко дреболии в албум“ и др.
Умира на 13 ноември 1868 г. (на 76 години) в Паси в Париж.

## Памет
Неговото име носят традиционният летен Росиниев оперен фестивал (Rossini Opera Festival) в Пезаро, Държавната консерватория в града (Conservatorio Statale „Gioachino Rossini“ di Pesaro), както и Международната музикална фондация (Fondazione Rossini), отново в Пезаро.

## Галерия
- Портрет на Росини от Винченцо Камучини, 1815
- Портрет на Росини от Шарл Ори, 1829
- Портрет на Росини от Ф. Перен, 1850
- Фотопортрет на Джоакино Росини от Феликс Надар, 1856
- Карикатурен шарж на Росини от Иполит Мели, 1867
- Гробницата на Росини в Пер Лашез в Париж (днес празна)
- Гробницата на Росини в Санта Кроче във Флоренция (където останките му са пренесени)